# Chargey-lès-Port
Chargey-lès-Port település Franciaországban, Haute-Saône megyében. Lakosainak száma 236 fő (2022. január 1.). Chargey-lès-Port Purgerot, Arbecey, Conflandey, Port-sur-Saône és Scey-sur-Saône-et-Saint-Albin községekkel határos.

## Népesség
A település népességének változása:
| Lakosok száma | 238  | 239  | 245  | 237  | 236  | 235  | 234  | 234  | 236  |
|               | 2013 | 2015 | 2016 | 2017 | 2018 | 2019 | 2020 | 2021 | 2022 |